# 제곡
제곡 고신씨(帝嚳高辛氏)은 중국 고대의 정치가로, 신화상의 제왕이다. 상나라 시조 탕의 조상으로 알려져 있으며, 전욱의 뒤를 이어 제위에 올랐다.
아버지는 교극(蟜極)이다. 교극의 아버지는 황제의 아들인 현효(玄囂)이므로 제곡은 황제의 증손이 된다. 
제곡은 다른 전설상의 천자처럼 고결한 인간으로 묘사되어 있다. 사기에는 태어날 때부터 자신의 이름을 말할 수 있는 명석한 사람이었다고 기록되어 있다.
| 전임 전욱 고양씨 | 중국의 임금(帝) 기원전 2436년경 ~ 기원전 2366년경 | 후임 제지 청양씨 |

## 같이 보기
- 제준